# Isla Agradable
La isla Agradable (en inglés: Pleasant Island) es una de las Islas Malvinas. Se encuentra frente a la costa este de la isla Soledad, en aguas del puerto Agradable, al noroeste de la punta Agradable, al sur del asentamiento de Fitz Roy y cerca de la Base Aérea de Monte Agradable y del puerto Fitz Roy.
Según la Organización de las Naciones Unidas es un territorio no autónomo cuya potencia administrante es el Reino Unido, como territorio británico de ultramar de las Islas Malvinas, y cuya soberanía es reclamada por Argentina como parte del Departamento Islas del Atlántico Sur de la Provincia de Tierra del Fuego, Antártida e Islas del Atlántico Sur.